# Embajada del Perú en España

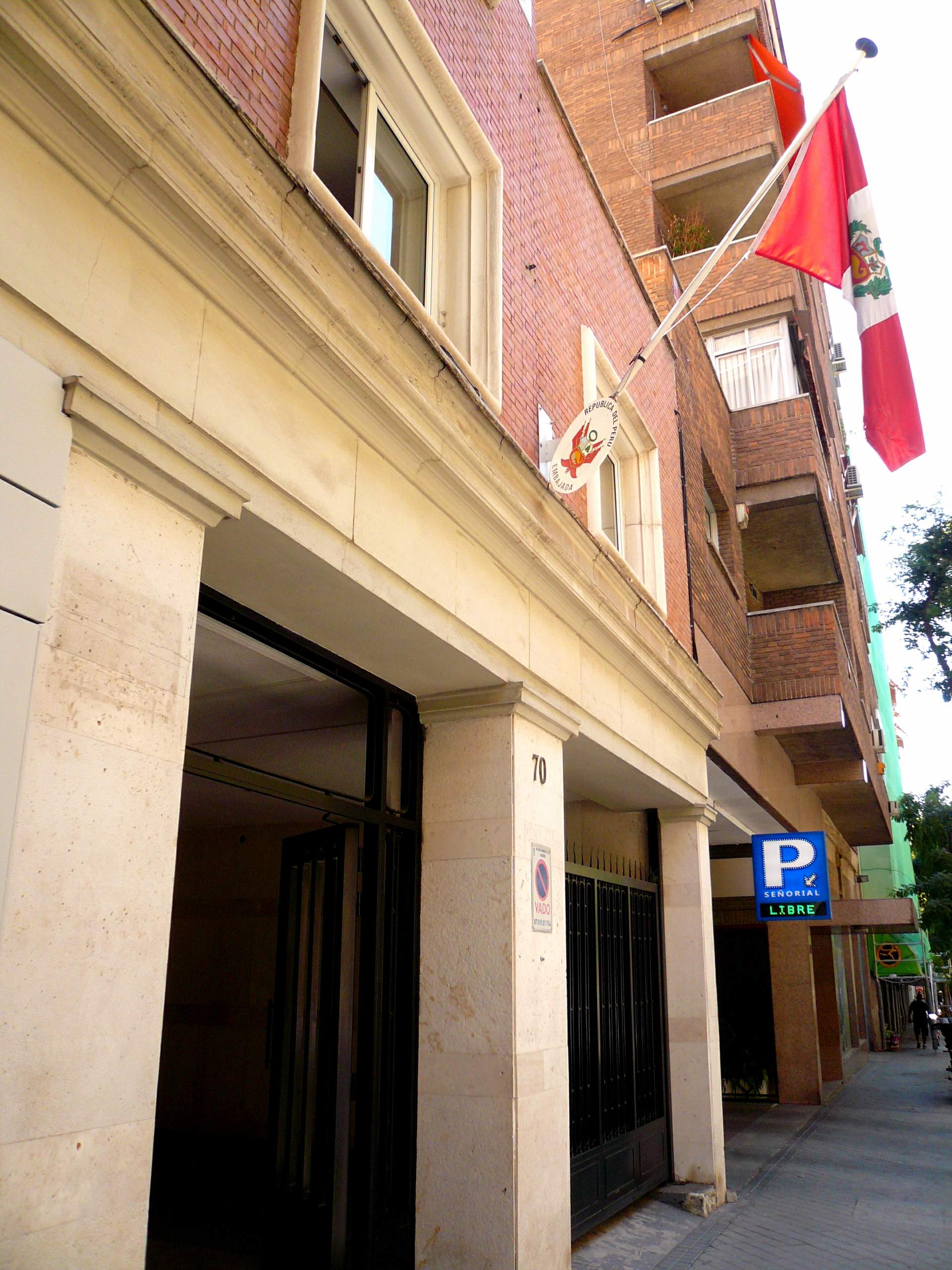
Embajada del Perú en Madrid

La embajada de la República del Perú en el Reino de España representa a la misión diplomática permanente del país sudamericano en España. Es una relación importante por el contenido histórico y cultural que une a los dos países.

## Historia
Perú comparte lazos muy estrechos con España, al haber sido éste una colonia española en el pasado. 
El 17 de marzo de 1938 el gobierno de Óscar R. Benavides rompió relaciones diplomáticas con España, debido a conflictos en el consulado por el refugio de Españoles y Peruanos durante la guerra civil española 
El gobierno de Manuel Prado Ugarteche reanudó las relaciones con España mediante las claves del 18 y 19 de febrero de 1939. Ambos países decidieron elevar las representaciones a la categoría de embajadas; el gobierno peruano nombró a Francisco Tudela y Varela como embajador.
En los años que siguieron y hasta finalizada la Segunda Guerra Mundial, los vínculos hispano peruanos estuvieron determinados por el refuerzo de los lazos culturales. El contenido de la relación bilateral se verá enriquecido luego en los cincuenta, con la firma del Acuerdo Comercial -que introdujo el componente económico- y otros convenios igual de relevantes, como el de Doble Nacionalidad y el de Supresión de Visados.

## Jefe de la misión
El Embajador Extraordinario y Plenipotenciario del Perú en el Reino de España es, según el Reglamento de Servicio Diplomático de la República, como Jefe de Misión Diplomática: Jefe de Misión, Representante Permanente ante Organismos Internacionales en el País, Encargado de Negocios con carta de Gabinete y Embajador en misión especial.